# Ganzourgou
Ganzourgou is een van de 45 provincies van Burkina Faso. De hoofdstad is Zorgho.

## Bevolking
In 1996 leefden er 257.707 mensen in de provincie. In 2019 waren dat er naar schatting 481.000.

## Geografie
Ganzourgou heeft een oppervlakte van 4.178 km² en ligt in de regio Plateau-Central.
De provincie is onderverdeeld in 8 departementen: Boudry, Kogho, Méguet, Mogtédo, Salogo, Zam, Zorgho en Zoungou.

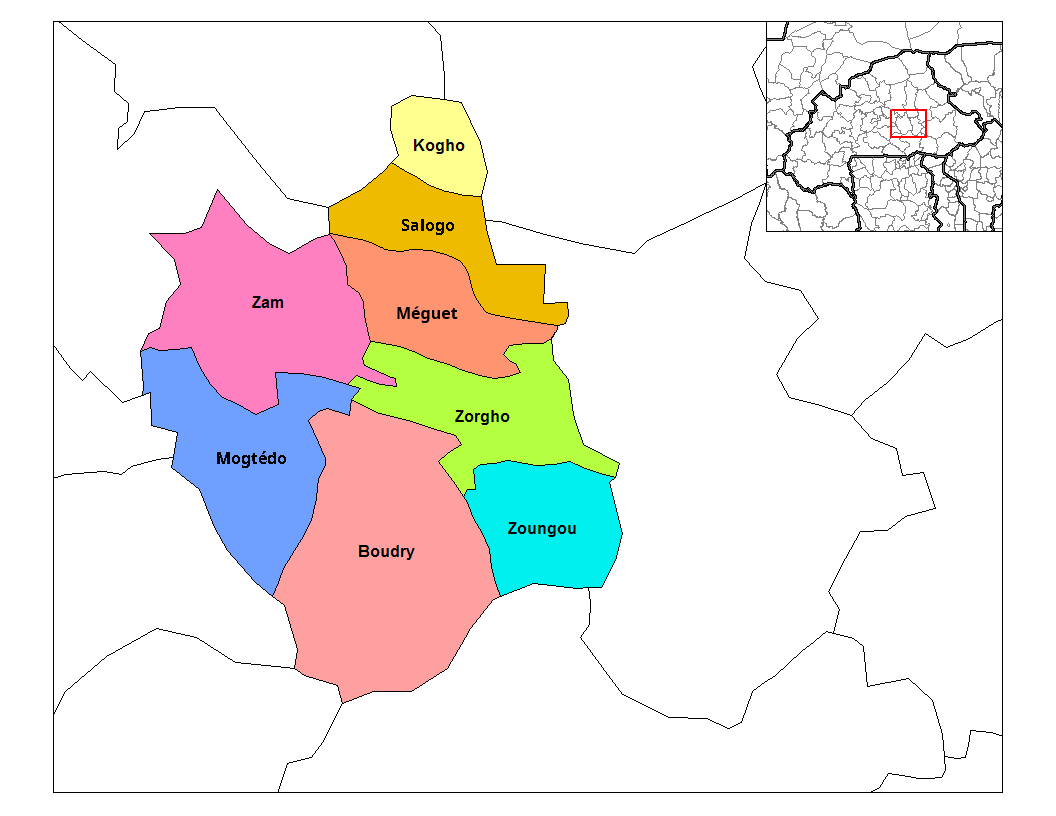
Departementen van Ganzourgou

Balé · Bam · Banwa · Bazéga · Bougouriba · Boulgou · Boulkiemdé · Comoé · Ganzourgou · Gnagna · Gourma · Houet · Ioba · Kadiogo · Kénédougou · Komondjari · Kompienga · Kossi · Koulpélogo · Kouritenga · Kourwéogo · Léraba · Loroum · Mouhoun · Nahouri · Namentenga · Nayala · Noumbiel · Oubritenga · Oudalan · Passoré · Poni · Sanguié · Sanmatenga · Séno · Sissili · Soum · Sourou · Tapoa · Tuy · Yagha · Yatenga · Ziro · Zondoma · Zoundwéogo